# Eneboerne
Eneboerne er titlen på den første novelle som Karen Blixen skrev under pseudonymet Osceola. Den blev første gang bragt i det københavnske tidsskrift Tilskueren i august 1907, og er senere trykt i Gyldendals Julebog Osceola (1962), Kongesønnerne og andre efterladte fortællinger (1985) samt Karneval og andre fortællinger (1994).